# Rommel (D 187)
Pour les articles homonymes, voir Rommel.

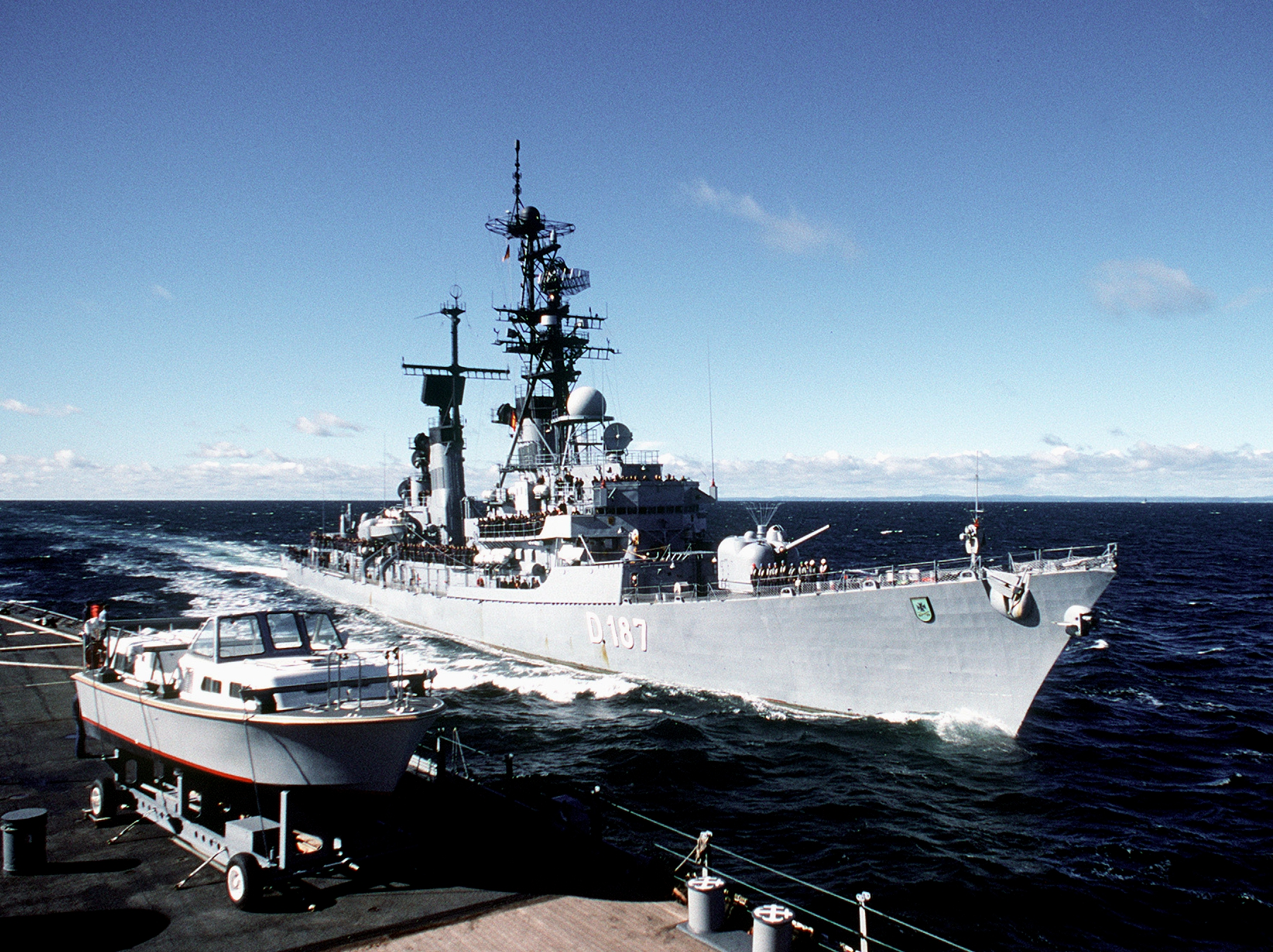
Le destroyer D 187 Rommel en 1986.

Le destroyer allemand D 187 Rommel était l'un des trois destroyers lance-missiles de classe Lütjens, version modifiée des destroyers américains de classe Charles F. Adams, construit pour la Bundesmarine de l'Allemagne de l'Ouest au cours des années 1960.